# NGC 7819
NGC 7819 ist eine Balken-Spiralgalaxie mit ausgedehnten Sternentstehungsgebieten vom Hubble-Typ SBb im Sternbild Pegasus am Nordsternhimmel. Sie ist schätzungsweise 230 Millionen Lichtjahre von der Milchstraße entfernt und hat einen Durchmesser von etwa 100.000 Lichtjahren. Die Galaxie gilt als Mitglied der NGC 7831-Gruppe  (LGG 1). Die Entfernungsmessungen basierend auf den Radialgeschwindigkeiten stimmen nicht mit den rotverschiebungsunabhängigen Entfernungsschätzungen von 125 ± 18 Millionen Lichtjahren überein.

Im selben Himmelsareal befinden sich u. a. die Galaxien NGC 7805 und NGC 7806.
Das Objekt wurde am 26. Oktober 1872 von Ralph Copeland entdeckt.

## NGC 7831-Gruppe (LGG 1)
| Galaxie   | Alternativname | Entfernung/Mio. Lj |
| --------- | -------------- | ------------------ |
| NGC 13    | PGC 650        | 223                |
| NGC 20    | PGC 679        | 230                |
| NGC 21    | PGC 759        | 221                |
| NGC 29    | PGC 767        | 221                |
| NGC 39    | PGC 852        | 225                |
| NGC 43    | PGC 875        | 222                |
| NGC 7805  | PGC 109        | 223                |
| NGC 7806  | PGC 112        | 221                |
| NGC 7819  | PGC 303        | 230                |
| NGC 7831  | PGC 569        | 235                |
| NGC 7836  | PGC 608        | 227                |
| PGC 190   | MCG +05-01-027 | 229                |
| PGC 206   | CGCG498-068    | 222                |
| PGC 309   | UGC 30         | 221                |
| PGC 726   | UGC 93         | 229                |
| PGC 869   | UGC 117        | 220                |
| PGC 921   | UGC 130        | 221                |
| PGC 73023 | UGC12864       | 218                |